# Гай Фурний
Гай Фурний (на латински: Gaius Furnius) e политик на ранната Римска империя.

## Биография
Той е син на Гай Фурний (народен трибун 50 пр.н.е.).
От 22 до 19 пр.н.е. той е легат на Август в Близка Испания. През 17 пр.н.е. Гай Фурний е консул заедно с Гай Юний Силан.
Гай Фурний е приятел с Хораций.
През 26 г. Фурний е обвинен с Клавдия Пулхра, съпругата на Публий Квинкцилий Вар, от Гней Домиций Афер и осъден за опит да убият император Тиберий и в магьосничество и прелюбодеяние.